# Playa de las Américas
Playa de las Américas est une station balnéaire de l'île de Tenerife dans l'archipel des îles Canaries. Elle fait partie de la commune d'Arona.

## Situation

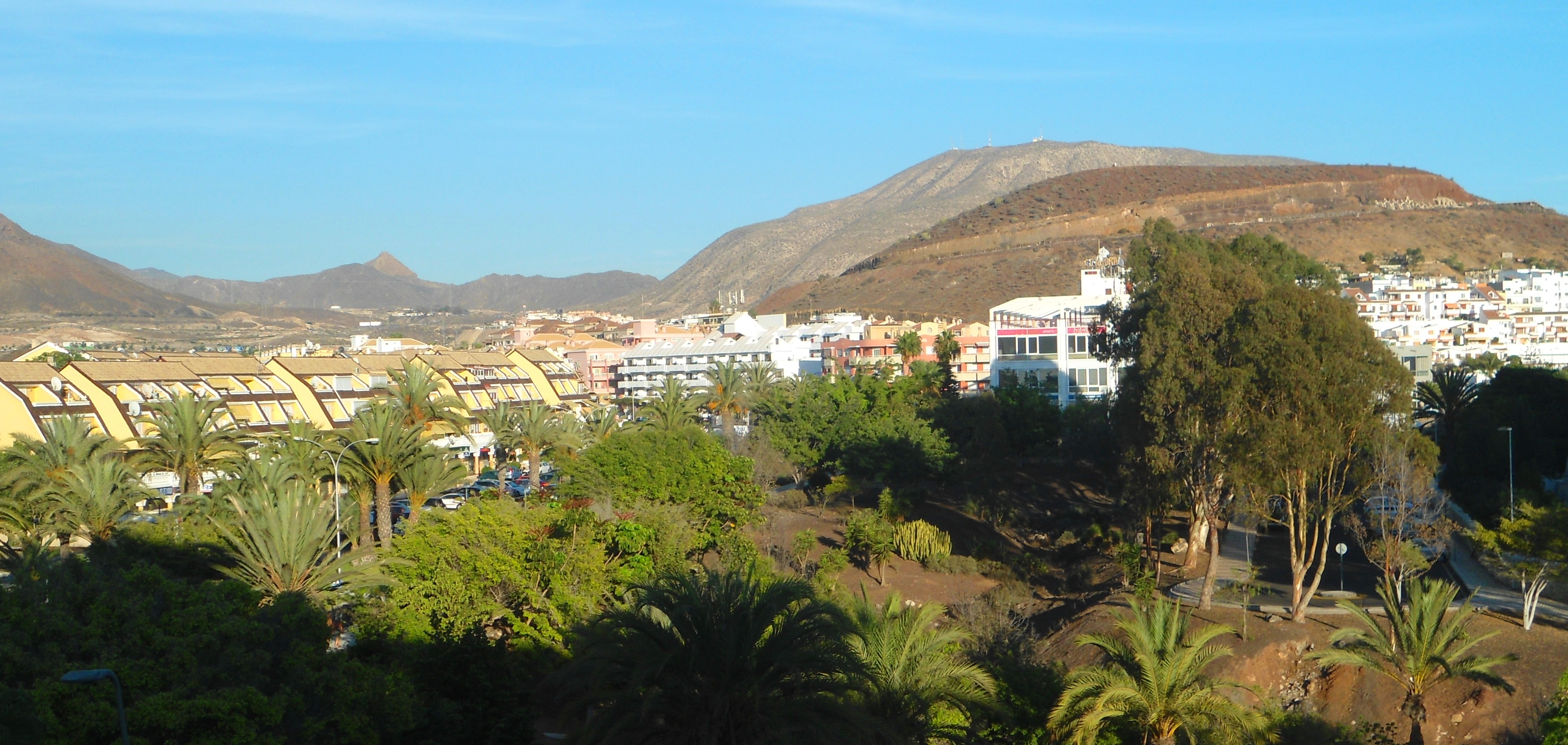
Playa de las Américas et la Montaña Chayofita

Située entre l'ancien volcan de la Montaña Chayofita et Los Cristianos au sud et le barranco de la Troya et Costa Adeje au nord, Playa de las Américas fait partie de la commune d'Arona.
Elle se trouve sur la côte sud-ouest de Tenerife à une quinzaine de kilomètres de l'aéroport de Tenerife-Sud (aeropuerto Reina Sofia). Le port maritime de Los Cristianos (bateaux vers La Gomera, La Palma, El Hierro) se situe à environ un kilomètre du centre.
La trilogie Los Cristianos - Playa de las Américas - Costa Adeje est le pôle touristique le plus important de Tenerife et des îles Canaries.

## Description
Playa de las Américas est formée de larges avenues se coupant en angles droits. De nombreux commerces et boutiques dont plusieurs grands centres commerciaux, des hôtels, des restaurants, des bars et des discothèques se succèdent tout au long d'avenues arborées.
La station est principalement fréquentée par les Britanniques et les Allemands. Il s'agit d'un tourisme intensif laissant très peu de place à l'authenticité canarienne du lieu.

### Centres commerciaux
De nombreux centres commerciaux se trouvent à Playa de las Américas. Les principaux sont :
- Oasis
- Safari
- Vista Sur
- Tenerife Royal Gardens
- Parque Santiago
- Parque Santiago III
- Parque Santiago IV
- City Center
- Carlota
- Presidente
- Veronicas
- Estarco

### Parc aquatique
Le Siam Park, qui est l'un des plus grands parcs aquatiques d'Europe, se trouve à Playa de las Américas.

### Plages
Trois plages bordent Playa de las Américas. Il s'agit du nord au sud de :
- la Playa de las Américas, longue plage fréquentée par les surfers
- la Playa del Camisón, plus petite
- la Playa de las Vistas (commune avec Los Cristianos)